# يلغن
يلغن (بالتركية: Ilgın)‏ هي مدينة تابعة لمحافظة قونية في منطقة وسط الأناضول، تركيا. يبلغ عدد سكانها 75681 نسمة حسب تعداد عام 2000.